# 스콧 폴린
스콧 폴린(영어: Scott Paulin, 1950년 2월 13일 ~ )는 미국의 배우, 감독이다. 1990년작 《캡틴 아메리카》 영화에서 레드 스컬 역을 연기했다. 이 외에 《캣 피플》(1982), 《틴 울프》(1985), 《터너와 후치》(1989), 《아이 엠 샘》(2001) 등에도 출연했다.

## 출연 작품
- 스워드 2 (2010)
- 불렛페이스 (2010)
- 더 인터벤션 (2009)
- 웨이즈 오브 더 플레쉬 (2006)
- 더 익스트림 팀 (2003)
- 저스트 애스크 마이 칠드런 (2001)
- 아이 엠 샘 (2001)
- 리벤지 2 (1998)
- 클론 (1997)
- 시카고 썬 타임즈 (1996)
- 프로피트 (1996)
- 맥쉐인의 최후의 결판 (1994)
- 도박사 5 (1994)
- 울프 캅 (1993)
- 사이보그 나이트 (1993)
- 디시트 (1992)
- 델마토드 살인 사건 (1991)
- 벤의 비밀 (1990)
- 캡틴 아메리카 (1990)
- 볼륨을 높여라 (1990)
- 사랑의 랩소디 (1989, Desperate for Love)
- 터너와 후치 (1989)
- 굿바이 베트남 (1988)
- 피고인 (1988)
- 천사의 비명 (1986)
- 전율의 메세지 (1985)
- 비상 경보 (1985)
- 틴 울프 (1985)
- 솔저 스토리 (1984)
- 필사의 도전 (1983)
- 금지된 세계 (1982)
- 캣 피플 (1982)

### 텔레비전
- 13일의 금요일 - TV 시리즈 (1988, Friday the 13th: The Series)
- L.A. 로 (1988-93)
- 베벌리힐스 아이들 (1994-96) - 연출 겸임
- 모탈 컴뱃 - 시리즈 (1998, Mortal Kombat: Conquest) - 연출, 미출연
- 파멜라 앤더슨의 VIP (1999)
- 캐슬 (2009-14)